# جزیره بولشوی لیاخوفسکی
جزیره بولشوی لیاخوفسکی (روسی: Большой Ляховский) یا لیاخوفسکی بزرگ بزرگ‌ترین جزیره در جزایر لیاخوفسکی است که جزئی از جزایر سیبری نو به‌شمار می‌رود. این جزیره میان دریای لاپتف و دریای سیبری شرقی در شمال روسیه قرار دارد. مساحت این جزیره حدود ۴۶۰۰ کیلومتر مربع و مرتفع‌ترین نقطه آن ۲۷۰ متر بالاتر از سطح دریا است.
جزایر لیاخوفسکی به افتخار ایوان لیاخوف نام‌گذاری شده است که در سال ۱۷۷۳ آنها را کشف کرد.